# Krisztina Papp
Krisztina Papp (ur. 17 grudnia 1982 w Egerze) – węgierska biegaczka długodystansowa, uczestniczka igrzysk w Atenach (2004), Pekinie (2008), a także igrzysk olimpijskich w Rio de Janeiro (2016). Rekordzistka kraju na 5000 metrów.

## Życiorys

### Mistrzostwa
Papp rozpoczęła swoją międzynarodową karierę jako junior z występami na mistrzostwach świata juniorów w 2000 roku w Lekkoatletyce i mistrzostwach świata IAAF w 2001 roku. Została złotą medalistką na 10.000 metrów podczas Mistrzostw Europy w Lekkoatletyce U23 w 2003 roku.
W 2004 zadebiutowała podczas półmaratonu, stając się mistrzem Węgier do lat 23. W ciągu następnych dwóch sezonów pozostała w centrum zainteresowania: była na ósmej pozycji na 5000 m na Mistrzostwach Europy w Lekkoatletyce w 2006 roku i zdobyła brązowy medal na 10 000 m. Pierwsze zwycięstwo w półmaratonie odniosła w Budapeszcie we wrześniu 2007 roku.

### Igrzyska olimpijskie
Papp zadebiutowała na Igrzyskach Olimpijskich w Atenach w 2004, biegnąc w wyścigach na dystansie 5000 m. W Pekinie również biegła na 5000 metrów. W Rio wzięła udział w maratonie, który ukończyła na 65. miejscu.